# Santa María Petapa
Santa María Petapa är en ort i Mexiko.   Den ligger i kommunen Santa María Petapa och delstaten Oaxaca, i den sydöstra delen av landet, 500 km sydost om huvudstaden Mexico City. Santa María Petapa ligger 245 meter över havet och antalet invånare är 4 560.
Terrängen runt Santa María Petapa är varierad. Runt Santa María Petapa är det ganska tätbefolkat, med 86 invånare per kvadratkilometer. Närmaste större samhälle är Matías Romero, 10,7 km nordost om Santa María Petapa. Omgivningarna runt Santa María Petapa är en mosaik av jordbruksmark och naturlig växtlighet.